# Ганцевичи
Ганцевичи (бел. Га́нцавічы) — город в Брестской области Беларуси. Административный центр Ганцевичского района.
Численность населения — 13 248 человек (на 1 января 2025 года).

## География
Ганцевичи располагаются в 70 километрах от Барановичей, в 96 километрах от Пинска, в 190 километрах от Минска.
Расположена железнодорожная и автобусная станция. 

## Геральдика
Герб зарегистрирован в Гербовом матрикуле Республики Беларусь 29 января 1998 года № 34. Утверждён решением Ганцевичского районного исполнительного комитета 27 января 1998 года № 74 и решением Ганцевичского районного Совета депутатов 30 января1998 года № 52.

Герб города Ганцевичи является символом и отражает исторический путь и сверхвековое развитие города Ганцевичи.
Герб города Ганцевичи — на голубом фоне щита Варяжской формы, в левом верхнем углу расположены золотые полумесяц и звезда (элементы герба «Лелива») как связь с историческим символом графов Чапских, на землях которых был построен город. В центральной части щита расположены два серебряных журавля как символ природы полесского края, стремления в будущее, миролюбия и счастья.

## История
Город Ганцевичи основан в 1898 году на притоке Припяти — Цне. Своим развитием во многом обязан строительству железной дороги Барановичи–Ганцевичи–Лунинец в 1884 году. Название города произошло от коллективного прозвища группы людей ганцевичи, образованного от имени Ганец (Ганя), которое является народно-разговорной формой христианских имен Евгений или Гантиол.
Около Ганцевичей находится российский военный объект — Радиолокационная станция «Волга».
В 3 км от Ганцевичей находится экспериментальная база Центрального ботанического сада НАН Беларуси, на которой проводится изучение растений семейства брусничные: голубики, клюквы, брусники а также других ягодников (жимолости, княженики, красники и т. д.).
20 октября 1995 года административные единицы Ганцевичский район и город Ганцевичи, имеющие общий административный центр, объединены в одну административную единицу — Ганцевичский район.
16 апреля 2025 года подписан Меморадум об установлении побратимских отношений между Ганцевичским районом и районом Гуанмин г.Шэньчжэнь провинции Гуандун.

## Население
Численность населения — 13 248 человек (на 1 января 2025 года). Численность населения — 13 486 человек (на 1 января 2023 года).
| Численность населения:                                                                          |
| Графики недоступны из-за технических проблем. См. информацию на Фабрикаторе и на mediawiki.org. |

| Национальный состав по переписи 2009 года | Национальный состав по переписи 2009 года | Национальный состав по переписи 2009 года | Национальный состав по переписи 2009 года | Национальный состав по переписи 2009 года | Национальный состав по переписи 2009 года | Национальный состав по переписи 2009 года | Национальный состав по переписи 2009 года | Национальный состав по переписи 2009 года | Национальный состав по переписи 2009 года | Национальный состав по переписи 2009 года |
| Всего (2009)                              | белорусы                                  | белорусы                                  | русские                                   | русские                                   | поляки                                    | поляки                                    | украинцы                                  | украинцы                                  | армяне                                    | армяне                                    |
| ----------------------------------------- | ----------------------------------------- | ----------------------------------------- | ----------------------------------------- | ----------------------------------------- | ----------------------------------------- | ----------------------------------------- | ----------------------------------------- | ----------------------------------------- | ----------------------------------------- | ----------------------------------------- |
| 13894                                     | 12985                                     | 93,46 %                                   | 499                                       | 3,59 %                                    | 204                                       | 1,47 %                                    | 134                                       | 0,96 %                                    | 26                                        | 0,19 %                                    |
| 13894                                     | татары                                    | татары                                    | азербайджанцы                             | азербайджанцы                             | казахи                                    | казахи                                    | таджики                                   | таджики                                   | узбеки                                    | узбеки                                    |
| 13894                                     | 10                                        | 0,07 %                                    | 6                                         | 0,04 %                                    | 6                                         | 0,04 %                                    | 2                                         | 0,01 %                                    | 2                                         | 0,01 %                                    |
| Национальный состав по переписи 1959 года |                                           |                                           |                                           |                                           |                                           |                                           |                                           |                                           |                                           |                                           |
| Всего (1959)                              | белорусы                                  | белорусы                                  | русские                                   | русские                                   | поляки                                    | поляки                                    | украинцы                                  | украинцы                                  | евреи                                     | евреи                                     |
| 3558                                      | 2524                                      | 70,94 %                                   | 552                                       | 15,51 %                                   | 309                                       | 8,68 %                                    | 100                                       | 2,81 %                                    | 58                                        | 1,63 %                                    |

В 2017 году в Ганцевичах родилось 160 и умерло 122 человека. Коэффициент рождаемости — 11,5 на 1000 человек (средний показатель по району — 11,2, по Брестской области — 11,8, по Республике Беларусь — 10,8), коэффициент смертности — 8,8 на 1000 человек (средний показатель по району — 16,2, по Брестской области — 12,8, по Республике Беларусь — 12,6).

## Образование
В Ганцевичах функционируют 3 средних школы, гимназия и один колледж, а также специальная школа-интернат.
Начальное музыкальное обучение ведётся в Детской школе искусств.

## Здравоохранение и спорт
Функционирует Ганцевичская ЦРБ.
Работает Ганцевичская СДЮШОР.

## Культура
В Ганцевичах функционирует городской Дом культуры, работает Дом ремёсел.
Расположен Ганцевичский районный краеведческий музей.

## События и мероприятия
- 4 сентября 2011 года прошёл XVIII День белорусской письменности.
- 9 сентября 2023 года — областной фестиваль «Дажынкi»[15].

## Достопримечательности
- Братская могила советских воинов и партизан (расположена на Октябрьской площади)
- Могила советских работников
- Могила жертв фашизма
- Курган Славы
- Бывшая усадьба рода Подаревских
- Железнодорожная станция
- Костёл парафии (прихода) Благовещения Пресвятой Девы Марии
- Свято-Тихоновская церковь
- Аллея письменности. Аллея посвящена писателям современности-выходцам из района. На её протяжении также имеются два памятника «Литературная гордость Ганцевщины». Памятный знак выполнен в виде свитка с именами знаменитых писателей и поэтов Ганцевичского края: А. К. Сержпутовского, В. Ф. Проскурова, И. А. Кирейчика, Михася Рудковского. Аллею письменности завершает фонтан и памятник Якубу Коласу. Памятник белорусскому писателю, одному из классиков и основоположников новой белорусской литературы, занимает особое место на Аллее письменности. Писатель работал учителем недалеко от Ганцевичей – в Люсино. Этой деревне он посвятил повесть «У палескай глушы».

### Памятник, скульптура
- Памятный знак воинам-интернационалистам
- Памятный знак в честь создания ГЛХУ «Ганцевичский лесхоз»
- Памятный знак в честь основания города Ганцевичи
- Памятный знак Дню белорусской письменности
- Два памятных знака «Литературная гордость Ганцевщины»
- Геральдический знак. Установлен в городском сквере
- Памятник В. И. Ленину
- Памятник Якубу Коласу
- Памятник землякам
- Мемориальная доска В. Ф. Проскурову
- Мемориальная доска В. П. Шаповалу
- Памятный знак «Солдатам правопорядка» (2021)

## Галерея

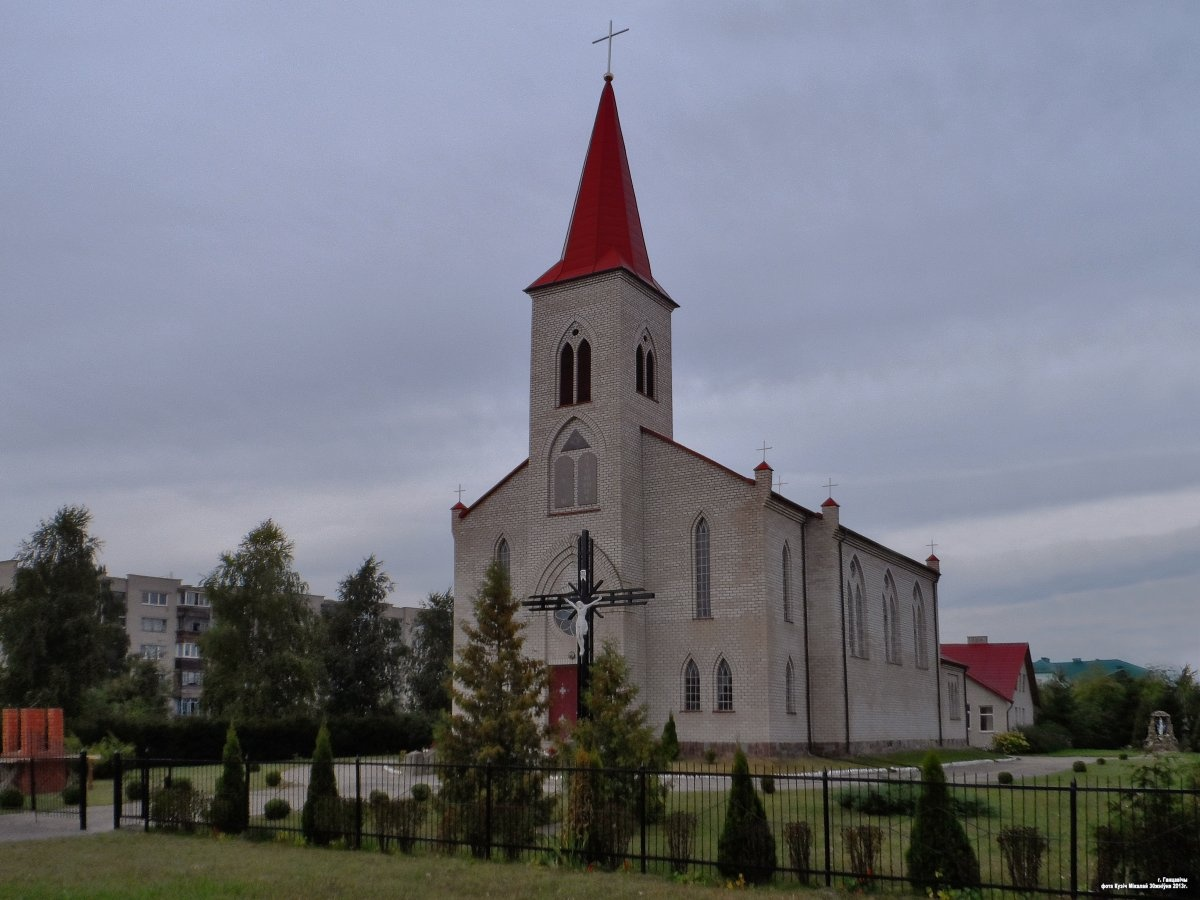
Костёл Св. Девы Марии
Памятник Якубу Коласу
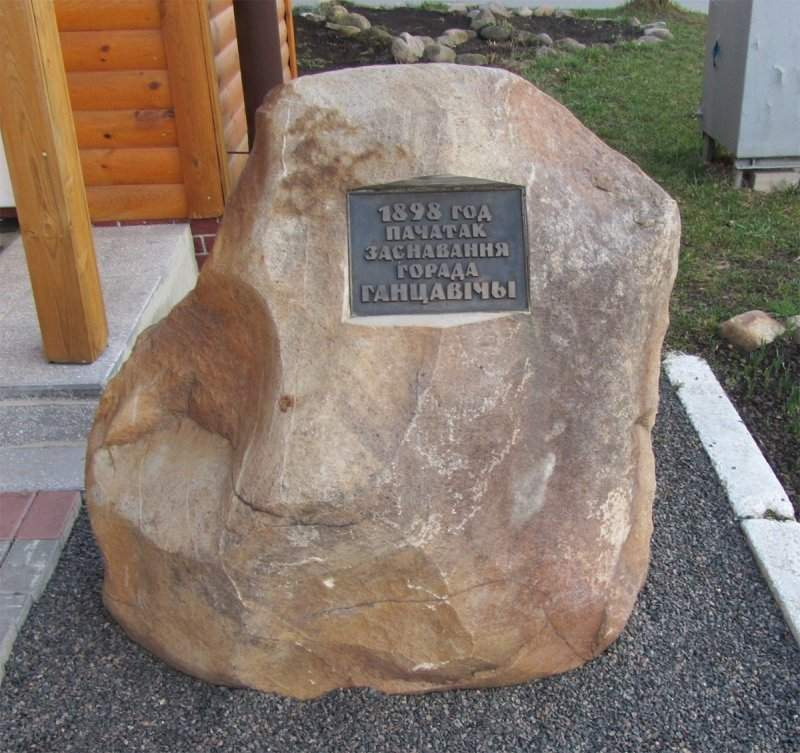
Памятный знак
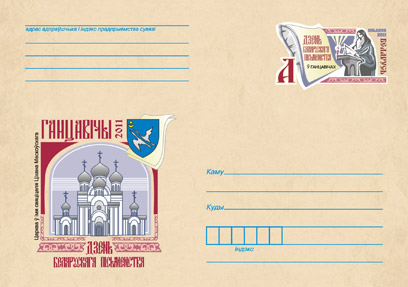
Конверт с оригинальной маркой «День белорусской письменности в Ганцевичах»

## В филателии и нумизматике
- 20 ноября 2010 года выпущена в обращение почтовая марка «Герб Ганцевичей» из серии «Гербы городов Беларуси»[16].
- 4 сентября 2011 года Министерство связи и информатизации Республики Беларусь выпустило в обращение конверт с оригинальной маркой «День белорусской письменности в Ганцевичах»[17].

## В топонимике
- Улица Ганцевичская — в аг. Бостынь (Лунинецкий район), аг. Хотыничи (Ганцевичский район), д. Будча (Ганцевичский район), д. Переволоки (Ганцевичский район), д. Понача (Клецкий район), д. Старые Буды (Ляховичский район), аг. Большие Чучевичи (Лунинецкий район).

## СМИ
Общественно-политическая газета «Савецкае Палессе».